# Kazimierz Władysław Biegański
Kazimierz Władysław Biegański herbu Prawdzic (ur. ok. 1640, zm. ok. 1706 roku) – marszałek brasławski, polityk, wielokrotny poseł na sejm, pułkownik powiatu brasławskiego w 1700 roku.
Syn Jana i Eufemii z Wołłowiczów.

## Życiorys
Urodził się w rodzinie Jana Biegańskiego, żołnierza wojen ze Szwecją i Węgrami, właściciela dóbr Holbiej, Białe i Podziśnie. Odznaczył się w bitwie pod Kuszlikami w 1661, co uhonorował sejm w 1690, a potwierdził w 1699.  Już w 1667 roku zostaje wybrany do Trybunału Głównego Litewskiego, piastując równocześnie urząd skarbnika brasławskiego. Od tego czasu staje się jednym z najważniejszych przedstawicieli samorządu szlacheckiego Wielkiego Księstwa Litewskiego. W sejmie jest wyznaczanym na komisarza w sprawie rozgraniczania dóbr. Podczas wojny domowej na Litwie, wielokrotnie powoływany na mediatora, co potwierdza Krzysztof Zawisza, marszałek sejmowy i kronikarz tamtych czasów.
Marszałek sejmiku powiatu brasławskiego w 1696 roku. Jako deputat do pacta conventa z powiatu brasławskiego był elektorem Augusta II Mocnego z województwa wileńskiego w 1697 roku. Poseł brasławski na sejm koronacyjny 1697 roku.
Był członkiem konfederacji olkienickiej w 1700 roku.

## Urzędy szlacheckie
- Skarbnik brasławski 1667–1669
- Pisarz ziemski brasławski 1669–1681
- Chorąży brasławski 1681
- Podkomorzy brasławski 1681–1685
- Marszałek brasławski 1686–1706[8]

## Poseł na sejm
- 1670 – z powiatu brasławskiego[9]
- 1688 (I) i (II) – z powiatu brasławskiego
- 1690 – z powiatu brasławskiego
- 1693 – z powiatu brasławskiego
- 1694 – z powiatu brasławskiego
- 1696 – z powiatu brasławskiego
- 1697 – z powiatu brasławskiego
- 1698 – z powiatu brasławskiego
- 1699 – z powiatu brasławskiego[10]
- sejm 1701 roku i sejm z limity 1701–1702 roku z powiatu brasławskiego[11].